# Agustín Muñoz Grandes
Agustín Muñoz Grandes (Madrid 27 januari 1896 - aldaar 11 juli 1970) was een Spaans militair (kapitein-generaal) en politicus. Van 1941 tot 1942 was hij bevelhebber van de Blauwe divisie (División Azul), na de Tweede Wereldoorlog was hij minister van Defensie, chef van de generale staf en van 1962 tot 1967 was hij vicepresident van de regering.

## Biografie

### Vroege militaire carrière
Afkomstig uit een eenvoudige familie, deed Muñoz Grandes in 1913 zijn intrede bij de infanterie academie van Toledo. Na het voltooien van zijn opleiding in 1915 werd hij als onderofficier gestationeerd in Spaans Marokko. Hij bleef gedurende vele jaren in Marokko en vocht daar tegen de onafhankelijkheidsstrijders. In 1931, het jaar waarin de Spaanse Republiek werd geproclameerd, bereikte hij de rang van luitenant-kolonel en werd hij een van de commandanten van de nieuw opgerichte Guardia de Asalto Van 1935 tot 1936 was hij directeur-generaal voor Spaans-Marokkaanse Zaken.

### Spaanse Burgeroorlog
Bij het uitbreken van de Spaanse Burgeroorlog (1936) bevond Muñoz Grandes, die onder bevel stond van generaal Emilio Mola - de hoofd-samenzweerder tegen de republikeinse regering - zich in de republikeinse zone en werd gearresteerd. Dankzij bemiddeling van republikeinse generaals kwam Muñoz Grandes al spoedig weer vrij. Hij nam dienst in het republikeinse volksleger, maar bij de eerste de beste mogelijkheid die zich voordeed liep hij over naar de nationalisten, met wie hij sympathiseerde (april
1937). De nationalistische regering onder generaal Francisco Franco benoemde hem tot commandant van het Afrika Leger. Hij werd bevorderd tot kolonel en nam deel aan diverse veldslagen.

### Tweede Wereldoorlog
Na de burgeroorlog werd hij bevorderd tot brigadegeneraal en op 9 augustus 1937 volgde de apolitieke Muñoz Grandes Raimundo Fernández-Cuesta op als minister-secretaris-generaal van de Falange Española, de fascistische eenheidspartij. Omdat hij bekend stond om zijn pro-nazi sympathieën, werd hij in 1941 benoemd tot bevelhebber van de nieuw-gecreëerde Blauwe divisie (División Azul) die bestond uit vrijwilligers die aan de zijde van Duitsers en Italianen vocht in de strijd tegen de Sovjet-Unie. Een jaar later werd Muños Grandes echter van zijn bevelhebberschap ontheven en vervangen door de conservatieve generaal Emilio Esteban Infantes, die pro-geallieerd was. Onder druk van de geallieerden en het uitblijven van successen van de As-mogendheden in de Sovjet-Unie werd de Blauwe divisie in oktober 1943 ontbonden. Wel bleven Spaanse vrijwilligers onder de naam Blauwe legionairs actief aan het Oostfront. Na zijn terugkeer in Spanje werd Muñoz Grandes bevorderd tot luitenant-generaal.

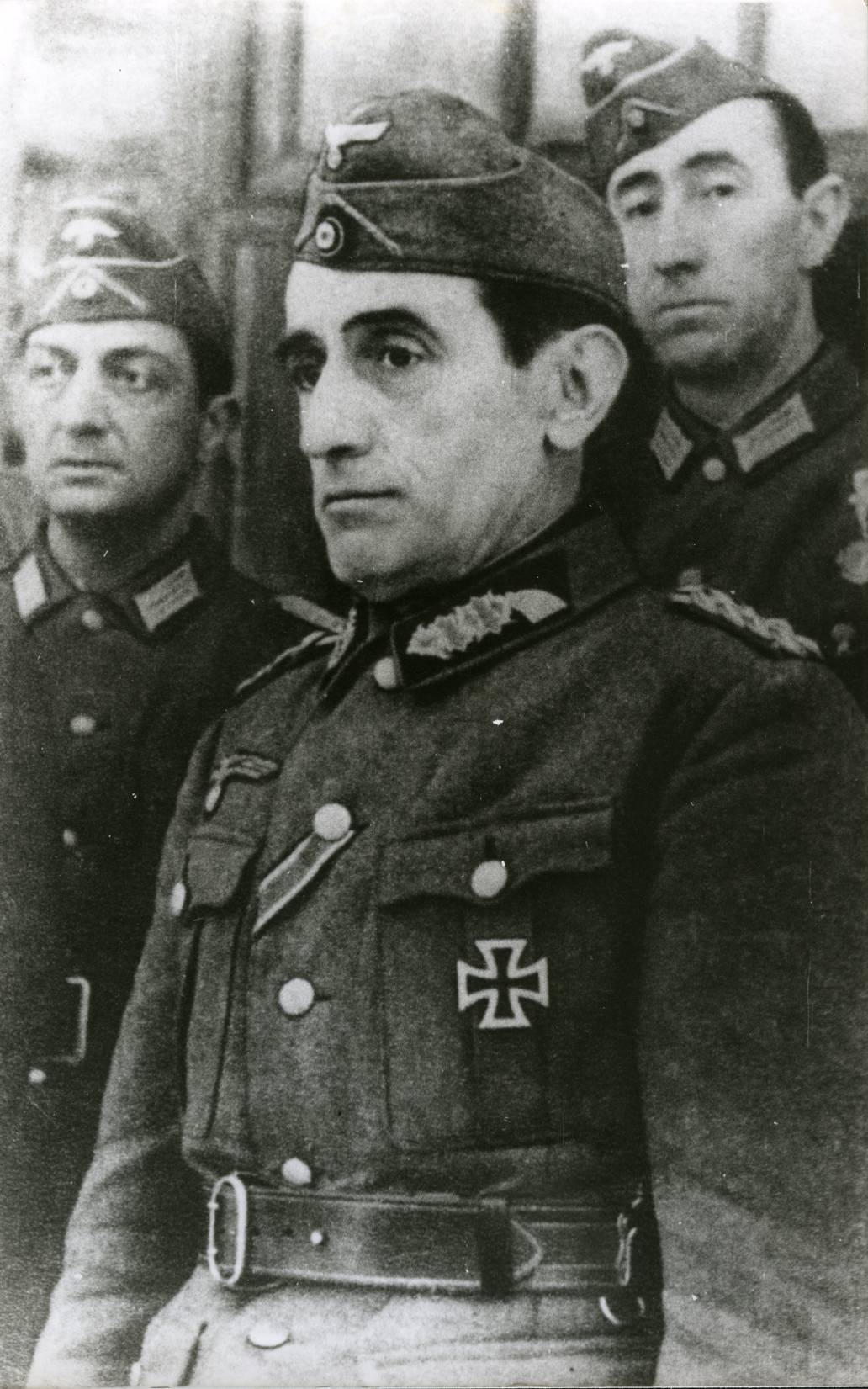
Muñoz Grandes in een Duits uniform

Tijdens zijn bevelhebberschap van de Blauwe divisie werd Muñoz Grandes door Hitler ontvangen in zijn hoofdkwartier in Oost-Pruisen (Wolfsschanze) en onderscheidde Hitler hem met het Ridderkruis met Eikenloof (13 december 1943).

### Na de oorlog
Na de Tweede Wereldoorlog was generaal Muñoz Grandes enige jaren bevelhebber van de Eerste Militaire Regio (kapitein-generaalschap van Madrid) en chef van de militaire huishouding van Franco. Op 20 februari 1951 werd hij door Franco benoemd tot minister van Defensie. Hij was hoofdonderhandelaar bij het sluiten van het militaire verdrag tussen Spanje en de Verenigde Staten van Amerika en het sluiten van het concordaat met de Heilige Stoel (1951). Franco bevorderde Muñoz Grandes tot kapitein-generaal, de hoogste militaire rang in Spanje, vergelijkbaar met dat van veldmaarschalk. Muñoz Grandes was geen populaire minister en weinig geliefd bij de generaals. Hij was een slecht manager en werd in 1957 als minister opgevolgd door generaal Antonio Barroso. Van 1958 tot 1970 was hij vervolgens chef van de generale staf.

### Vice-President
Nadat Franco in 1962 een jachtongeval had meegemaakt, besloot hij tot het instellen van de functie van vicepresident van de regering (d.w.z. vicepremier) en benoemde Muñoz Grandes tot de eerste persoon om deze functie te gaan bekleden. In 1965 werd bij Muñoz Grandes leverkanker geconstateerd. Ondanks de ernst van zijn ziekte beschikte Muñoz Grandes over een ijzeren gestel en kon nog twee jaar doorwerken als vicepresident. In 1967 trad hij af. Hij overleed op 11 juli 1970 in Madrid.

## Onderscheidingen
- Ridderkruis met Eikenloof op 13 december 1943 als Generalleutnant en Kommandeur Division Espanola de Voluntarios 250 (Spanische Freiwilligen-Division „Blaue Division“ / 250. Infanterie-Division)[6]
- Ridderkruis (nr.926) op 12 maart 1942 als Generalmajor en Kommandeur Division Espanola de Voluntarios 250 (Spanische Freiwilligen-Division „Blaue Division“ / 250. Infanterie-Division)[6]
- IJzeren Kruis 1939, 1e Klasse (19 januari 1942) en 2e Klasse (8 september 1941)[6]
- Grootkruis in de Orde van Isabella de Katholieke
- Grootkruis in de Orde van Sint-Hermenegildus
- Grootkruis in de Orde van Karel III
- Legioen van Verdienste
- Militaire Medaille

## Familie
Zijn zoon, Agustín Muñoz Grandes Galilea (*1935), luitenant-generaal b.d. nam deel aan de militaire missie van de Verenigde Naties in het voormalige Joegoslavië.